# Noah Kahan
Noah Kahan (Strafford, Vermont; 1 de enero de 1997) es un cantautor estadounidense de folk-pop que firmó con Republic Records en 2017. Su sencillo «Hurt Somebody» logró ser certificado sencillo de oro en Estados Unidos y se lanzó en múltiples mercados internacionales. Su álbum debut Busyhead (2018) fue precedido por un sencillo y una versión extendida con el mismo nombre. En los siguientes cinco años, publicó dos álbumes más: I Was / I Am (2020) y Stick Season (2022), de los cuales el último se convirtió en su gran despegue comercial.

## Biografía

### Primeros años de vida
Nació en Strafford (Vermont) en 1997 y es de ascendencia judía y eslava. Asistió al Instituto Hanover en New Hampshire.Comenzó a escribir canciones a los 8 años y las subió a SoundCloud, donde su música comenzó a ganar audiencia. Dice que su primer trabajo fue como aparcacoches en un hotel, donde más tarde fue despedido por chocar un automóvil.
A los 17 años, comenzó a trabajar con unos amigos de su escuela que eran productores musicales (Cwenga Matanzima), lo que atrajo la atención de su actual manager, Drew Simmons de Foundations Artist Management. Su música también llamó la atención de compositores como Dan Wilson conocido por su trabajo con Adele, Scott Harris y Carrie Underwood, entre otros. Kahan retrasó su admisión a la Universidad de Tulane para seguir su carrera musical en desarrollo. Ha dicho que dos de sus objetivos profesionales eran ser verificado en Instagram y tener una página de Wikipedia.
Noah Kahan cita a Paul Simon, Cat Stevens, Counting Crows, Hozier y Mumford and Sons como algunas de sus inspiraciones. 
Se ha sincerado sobre su lucha contra la ansiedad y la depresión y ha hablado extensamente de los efectos sobre su vida. También ha hablado de cómo escribir sobre estos temas fue terapéutico para él.
"He estado luchando contra la ansiedad y la depresión desde que tengo memoria", dijo Noah Kahan a un medio de comunicación australiano. "No sabía lo que eran hasta que entré en el instituto. Luego, cuando comencé a publicar música y vi cómo se conectaba con otros, me di cuenta de que no era algo de lo que debía avergonzarme y que la gente en realidad se estaba identificando con mi música. Así que es algo real y muy difícil con lo que tengo que lidiar todo el tiempo y es una mierda. A veces siento que todos a mi alrededor están bien y yo me estoy perdiendo algo. Pero lo bueno es que la música me da una vía para expresarlo y ayuda a otras personas. Así que la ansiedad tiene sus altibajos".

### 2017-2019:Busyhead
En 2016 firmó con Republic Records y comenzó a trabajar con el productor Joel Little, conocido por su trabajo con Lorde y Khalid, con quien Kahan grabó seis canciones. Kahan lanzó su primer single "Young Blood" el 27 de enero de 2017 y obtuvo más de 9 millones de reproducciones.
El 15 de septiembre de 2017, lanzó "Hurt Somebody", el single principal de su próxima obra extendida del mismo nombre. "Hurt Somebody" se volvió a grabar más tarde en 2017 con la artista Julia Michaels, nominada al Grammy. Hurt Somebody se estrenó en enero de 2018.
El 8 de abril de 2019, anunció su debut del álbum de estudio de duración completa titulado Busyhead, e incluyó la versión a dúo de "Hurt Somebody", así como los singles "False Confidence" y "Mess". Fue publicado el 14 de junio de 2019. 

### 2020-2021:Cape Elizabeth (EP)fue publicado yI Was / I Am
El 30 de abril de 2020, Noah anunció en su Instagram que lanzaría un EP a medianoche. El 1 de mayo de 2020 a medianoche publicó Cape Elizabeth. El álbum fue grabado durante una semana en el estudio de la casa del amigo de Kahan, Phin Choukas, en Vermont, exactamente una semana después de que el cantante se fuera de la ciudad de Nueva York en marzo para evitar el COVID-19. 
El 17 de junio de 2021, Kahan anunció su segundo álbum de duración completa titulado I Was / I Am y este fue publicado exactamente tres meses después. El 22 de junio de ese año anunció la gira I Was/I Am.A lo largo del verano previo al lanzamiento del álbum, Kahan publicó "Part of Me", "Godlight" y "Animal" como singles antes del lanzamiento del álbum. “Part of Me” fue el único de los tres que se publicó antes del anuncio del álbum.

### 2022-presente:Stick Seasony despegue comercial
En el transcurso de casi dos años, Kahan comenzó a bromear con la canción "Stick Season". La canción se convirtió en una de las favoritas de los fans y se volvió muy popular en la aplicación de redes sociales TikTok. Se publicó el 8 de julio de 2022 y se convirtió en la canción con las listas más altas de Noah Kahan en Estados Unidos hasta el momento, alcanzando el segundo puesto en la lista "Bubbling Under Hot 100" y el número 12 en la lista "Hot Rock and Alternative Songs". Fue su primera canción número 1 en la radio Adult Alternative a principios de 2023 y, además, alcanzó el top 25 en la "Radio Alternativa".
El 14 de septiembre de 2022, Noah Kahan anunció su tercer álbum de estudio, Stick Season, que se lanzaría exactamente un mes tras del anuncio. El álbum de 14 pistas fue producido por Gabe Simon e incluye 10 canciones escritas por Kahan aunque con contribuciones de Iain Archer y Todd Clark. Kahan escribió este álbum durante el tiempo de pandemia que pasó en su casa en Vermont. Stick Season se inclina más hacia el género folk frente al resto de su música más antigua, que se aproximaba más al pop. Noah Kahan dice que en este nuevo álbum quería rendir homenaje a los cantantes de folk que creció escuchando.
El lanzamiento del single promocional "Northern Attitude" precedió al álbum el 30 de septiembre de 2022; la canción alcanzó el puesto 30 en la lista "Hot Rock and Alternative Songs". El álbum debutó en el número 14 en el Billboard 200 de EE. UU. y se vendieron 17 000 unidades en su primera semana, convirtiéndose en su primer álbum en las listas. El segundo single del álbum, "Homesick", se lanzó a la radio Adult Alternative el 13 de febrero de 2023 y alcanzó el número 36 en la lista "Hot Rock and Alternative Songs". En esa lista, otras tres canciones del álbum: "Growing Sideways", "All My Love" y "Orange Juice", alcanzaron los números 40, 41 y 43 respectivamente.
Hizo una extensa gira con el álbum hasta 2022 y 2023; realizando tres etapas con entradas agotadas de su gira Stick Season Tour, que incluyó paradas en lugares como el Radio City Music Hall de Nueva York y el Anfiteatro Red Rocks de Denver. También abrió para la gira de estadios de Dermot Kennedy en el Reino Unido en la primavera de 2023. Interpretó temas del álbum en múltiples ocasiones televisadas; como Stick Season en Jimmy Kimmel Live! y "Homesick" en The Today Show. 
El 25 de mayo de 2023, anunció el lanzamiento de la edición deluxe del álbum, llamada Stick Season (We'll All Be Here Forever). Esta edición contó con siete canciones adicionales y coincidió con el lanzamiento de la edición estándar en vinilo. Tras su lanzamiento, la edición deluxe obtuvo más de 10 millones de reproducciones en Spotify global.
El 10 de noviembre de 2023, obtuvo la primera nominación en los Premios Grammy de su carrera, en la categoría de Mejor Artista Nuevo.

## Discografía

### Álbumes de estudio
| Busyhead                                           | - Lanzamiento: 14 de junio de 2019 - Discográfica: Republic - Formatos: CD, descarga digital, LP y streaming         | [ n. 1 ] | — | —  | 83 | — | — | —  | — | —  | — | - MC: Oro                                  |
| I Was / I Am                                       | - Lanzamiento: 17 de septiembre de 2021 - Discográfica: Republic - Formatos: CD, descarga digital, LP y streaming    | —        | — | —  | —  | — | — | —  | — | —  | — |                                            |
| Stick Season                                       | - Lanzamiento: 14 de octubre de 2022 - Discográfica: Mercury y Republic - Formatos: CD, descarga digital y streaming | 3        | 6 | 43 | 1  | 1 | 2 | 21 | 5 | 11 | 1 | - RIAA: Platino - RMNZ: Platino - BPI: Oro |
| «—» significa que el álbum no ingresó en ese país. | |          |   |    |    |   |   |    |   |    |   |                                            |

### EPs
| Hurt Somebody                                   | - Discográfica: Republic | 22 |  |
| Cape Elizabeth                                  | - Discográfica: Republic | —  |  |
| «—» significa que el EP no ingresó en ese país. |                          |    |  |

### Sencillos
| «Young Blood» | 2017 | —  | —        | —  | —  | —  | —        | —  | —        | —  | —  | - ARIA: Oro - MC: Platino                                                      | Busyhead                 |
| «Hold It Down» | 2017 | —  | —        | —  | —  | —  | —        | —  | —        | —  | —  |                                                                                | Sin Álbum                |
| «Sink» | 2017 | —  | —        | —  | —  | —  | —        | —  | —        | —  | —  |                                                                                | Busyhead                 |
| «Hallelujah» | 2017 | —  | —        | —  | —  | —  | —        | —  | —        | —  | —  |                                                                                | Sin Álbum                |
| «Fine» | 2017 | —  | —        | —  | —  | —  | —        | —  | —        | —  | —  |                                                                                | Sin Álbum                |
| «Hurt Somebody» (solo o con Julia Michaels) | 2017 | —  | 24       | 14 | —  | —  | 33       | 29 | 88       | —  | —  | - RIAA: Oro - ARIA: 5× Platino - MC: Oro - RMNZ: Oro - GLF: Oro - BPI: Plata   | Hurt Somebody y Busyhead |
| «Come Down» | 2018 | —  | —        | —  | —  | —  | —        | —  | —        | —  | —  |                                                                                | Sin Álbum                |
| «False Confidence» | 2018 | —  | [ n. 2 ] | —  | —  | —  | —        | —  | —        | —  | —  | - RIAA: Oro - ARIA: Oro - MC: Platino                                          | Busyhead                 |
| «Mess» | 2019 | —  | [ n. 3 ] | —  | —  | —  | —        | —  | [ n. 4 ] | —  | —  | - ARIA: Oro                                                                    | Busyhead                 |
| «Cynic» | 2019 | —  | [ n. 5 ] | —  | —  | —  | —        | —  | —        | —  | —  |                                                                                | Busyhead                 |
| «Busyhead» | 2019 | —  | —        | —  | —  | —  | —        | —  | —        | —  | —  |                                                                                | Busyhead                 |
| «Crazier Things» (con Chelsea Cutler) | 2020 | —  | —        | —  | —  | —  | —        | —  | —        | —  | —  |                                                                                | Sin Álbum                |
| «Pride» (con mxmtoon) | 2020 | —  | —        | —  | —  | —  | —        | —  | —        | —  | —  |                                                                                | Sin Álbum                |
| «Part of Me» | 2021 | —  | —        | —  | —  | —  | —        | —  | —        | —  | —  |                                                                                | I Was / I Am             |
| «Someone like You» (con Joy Oladokun) | 2021 | —  | —        | —  | —  | —  | —        | —  | —        | —  | —  |                                                                                | I Was / I Am             |
| «Stick Season» | 2022 | 10 | 2        | 1  | 3  | 1  | 1        | 2  | 15       | 1  | 5  | - RIAA: 2× Platino - ARIA: Oro - MC: 3× Platino - RMNZ: Platino - BPI: Platino | Stick Season             |
| «Northern Attitude» (solo o con Hozier) | 2022 | 37 | 7        | 63 | 21 | 5  | —        | 39 | —        | 16 | 55 | - RIAA: Oro - MC: Oro - BPI: Plata                                             | Stick Season             |
| «Dial Drunk» (solo o con Post Malone) | 2023 | 25 | 3        | 45 | 10 | 11 | [ n. 6 ] | 26 | —        | 32 | 39 | - RIAA: Platino - ARIA: Oro - MC: 2× Platino - BPI: Plata                      | Stick Season             |
| «—» significa que el sencillo no ingresó a esa lista y/o no recibió ninguna certificación. Las certificaciones completas están en los respectivos artículos. |      |    |          |    |    |    |          |    |          |    |    |                                                                                |                          |

### Sencillos promocionales
| «Call Your Mom» (solo o con Lizzy McAlpine) | 2023 | [ n. 7 ] | 9  | 71 | 32 | 5  | 83 |             | Stick Season |
| «She Calls Me Back» (solo o con Kacey Musgraves) | 2023 | 76       | 10 | 62 | 38 | 12 | 95 | - RIAA: Oro | Stick Season |
| «Everywhere, Everything» (solo o con Gracie Abrams) | 2023 | 79       | 9  | 60 | —  | 6  | 72 |             | Stick Season |
| «Homesick» (solo o con Sam Fender) | 2024 | [ n. 8 ] | 18 | 64 | 4  | 4  | 5  | - RIAA: Oro | Stick Season |
| «—» significa que el sencillo no ingresó a esa lista y/o no recibió ninguna certificación. Las certificaciones completas están en los respectivos artículos. |      |          |    |    |    |    |    |             |              |

### Otras canciones
| «All My Love»                                        | 2022 | —         | 23 | 81 | —  | —  | —  | - RIAA: Oro | Stick Season  |
| «Come Over»                                          | 2022 | —         | 45 | —  | —  | —  | —  |             | Stick Season  |
| «New Perspective»                                    | 2022 | —         | 38 | —  | —  | —  | —  |             | Stick Season  |
| «Orange Juice»                                       | 2022 | —         | 32 | —  | —  | —  | —  |             | Stick Season  |
| «Strawberry Wine»                                    | 2022 | —         | 48 | —  | —  | —  | —  |             | Stick Season  |
| «Growing Sideways»                                   | 2022 | —         | 35 | —  | —  | —  | —  |             | Stick Season  |
| «The View Between Villages»                          | 2022 | [ n. 9 ]  | 10 | 84 | —  | —  | —  |             | Stick Season  |
| «Your Needs, My Needs»                               | 2023 | —         | 19 | —  | —  | —  | —  |             | Stick Season  |
| «Paul Revere»                                        | 2023 | [ n. 10 ] | 13 | 77 | —  | 18 | —  |             | Stick Season  |
| «No Complaints»                                      | 2023 | [ n. 11 ] | 11 | 86 | —  | 10 | —  |             | Stick Season  |
| «You're Gonna Go Far»                                | 2023 | 86        | 7  | 59 | 20 | 8  | —  | - RIAA: Oro | Stick Season  |
| «Sarah's Place» (Zach Bryan con Noah Kahan)          | 2023 | 14        | 2  | 13 | 28 | 5  | 41 |             | Boys of Faith |
| «Forever»                                            | 2024 | 28        | 4  | 16 | —  | —  | 53 |             | Stick Season  |
| «—» significa que la canción no ingresó a esa lista. |      |           |    |    |    |    |    |             |               |

## Giras

### Anfitrión
- 2019: Busyhead Tour
- 2021: I Was / I Am Tour
- 2022-2023: Stick Season Tour

### Telonero
- 2017: Ben Folds y Anderson East
- 2017: Milky Chance
- 2017: The Strumbellas
- 2018: The Staying at Tamara's Tour – George Ezra
- 2018-2019: Dean Lewis
- 2019: The Electric Light Tour – James Bay
- 2023: The Sonder Tour – Dermot Kennedy